# Juan Ramón de Iturriza y Gárate Zabala
Juan Ramón de Iturriza y Gárate-Zabala (Bérriz, 29 de abril de 1741 - Arbácegui y Guerricaiz, Vizcaya, 10 de septiembre de 1812), historiador español.

## Biografía
A los 14 años empezó a trabajar de amanuense en Aulestia y luego en Orduña. En 1760 partió a México, donde trabajó con un tío suyo propietario de una panadería; allí escribió un libro místico, Lucero espiritual, México, 1766. Al morir su tío y no legarle nada, regresó a España en 1769 e intentó ingresar en un convento de mercedarios de Burceña (Vizcaya), pero no fue admitido; lo intentó también en San Felipe el Real de Madrid, pero se volvieron a negar. Peregrinó después al Santuario de Nuestra Señora del Pilar en Zaragoza (1772), a Santiago de Compostela (1773) y a Roma (1775); en 1774 había conseguido licencia en Pamplona para publicar Manual del cristiano (Pamplona, 1774). En 1777 comenzó a investigar con motivo de diversos trabajos de ordenación de archivos en que se vio envuelto de particulares y de ayuntamientos, trabajo que le ocupó el resto de su vida, hasta el punto de que apenas hay archivo o biblioteca vizcaína en la que no se vea la escritura de Iturriza; pese a su escaso saber, sus datos son fiables, pues era un historiador minucioso y concienzudo, atento también a la etnología. Carmelo de Echegaray escribió:

Se ve, como en un espejo, su alma sencilla y sin dobleces, buena, humilde y generosa resignación ante la contrariedad y ante la escasez de recursos, su agradecimiento a los favores de la Providencia Divina, y se admira la suma de trabajo que en el curso de una existencia no muy favorecida por la fortuna realizó aquel hombre, a quien en modesta esfera podemos considerar incluido en la escogida serie de grandes investigadores y coleccionistas que revolvieron los archivos y bibliotecas a fines de siglo XVIII y principios del XIX, y reunieron copiosos materiales para los inquiridores de las cosas pasadas que quieran seguir su camino; por ejemplo, el Padre Liciniano Sáez, José Vargas Ponce, Navarrete, Sanz y Barutell, don Juan Bautista Muñoz y otros varones insignes
(Nacimiento, Patria y Peregrinación de Juan Ramón de Iturriza, San Sebastián, 1920)

## Obras
- Antigüedades de Vizcaya, Formó una colección de doce volúmenes de los cuales sólo se conoce el paradero de seis.[1]

- Historia de Vizcaya, terminada en 1785 con el título completo de Historia general de Vizcaya, comprobada con autoridades y copia de escrituras y privilegios fehacientes, en la qual se relaciona su población y posesión perpetua por sus naturales, conservando su primitiva lengua, fueros, franquezas y libertades, origen de las merindades y su gobierno antiguo, catálogo de los señores que tuvo, varones ilustres, batallas, incendios, número de ante-iglesias, aldeas, parroquias, patrones, beneficios, almas de comunión, hermilas, casas, ferrerías, molinos, fogueras, villas y conventos con sus fundaciones, la entregó manuscrita a la academia, que la había encargado, en 1786, y se halla dividida en tres libros, dedicados respectivamente a la historia general del Señorío, a la particular de las anteiglesias y a la particular de las villas; Iturriza sacó 28 copias de esta obra pero en cada una de ellas hay numerosas variantes, a veces notables; la obra no llegó a imprimirse hasta fines del siglo XIX con el título de Historia General de Vizcaya, comprobada con autoridades y copias de escrituras y privilegios fehacientes... (Barcelona, 1884). Un año más tarde se imprimía también en Bilbao. En 1938 la Diputación de Vizcaya publicó una nueva edición con el título Historia General de Vizcaya y epítome de Las Encartaciones. Hay otra edición de 1967. También dejó unas Grandezas y excelencias de la casa vyzcayna en varios volúmenes.